# Craniophora oda
Craniophora oda är en fjärilsart som beskrevs av John D. Lattin 1949. Craniophora oda ingår i släktet Craniophora och familjen nattflyn. Inga underarter finns listade i Catalogue of Life.